# Charles Princeteau
Pour les articles homonymes, voir Princeteau.
Charles Princeteau, Charles Joseph James Princeteau, est un homme politique français né le 14 février 1804 à Libourne (Gironde) et décédé le 26 août 1875 à Bordeaux (Gironde).
Avocat à Bordeaux en 1828, bâtonnier en 1847, il est maire de Saint-Vincent de 1846 à 1852 et conseiller général de 1848 à 1852. Il est représentant de la Gironde de 1871 à 1875, siégeant à droite, avec les monarchistes légitimistes. Il est questeur de l'Assemblée nationale. 

### Sources
- « Charles Princeteau », dans Adolphe Robert et Gaston Cougny, Dictionnaire des parlementaires français, Edgar Bourloton, 1889-1891 [détail de l’édition]